# Brasilia Challenger 3 1989
Il Brasilia Challenger 3 1989 è stato un torneo di tennis facente parte della categoria ATP Challenger Series nell'ambito dell'ATP Challenger Series 1989. Il torneo si è giocato a Brasilia in Brasile dal 27 novembre al 3 dicembre 1989 su campi in cemento.

## Vincitori

### Singolare
Marcelo Filippini ha battuto in finale  Tim Wilkison con il punteggio di 6–2, 6–4

### Doppio
Charles Beckman /  Jean-Philippe Fleurian hanno battuto in finale  Javier Frana /  Gustavo Luza con il punteggio di 4–6, 6–3, 6–0